# انسداد زائده دهلیز چپ
انسداد زائده دهلیز چپ (LAAO)، همچنین به عنوان بسته شدن زائده دهلیزی چپ (LAAC) نامیده می‌شود یک استراتژی درمانی برای کاهش خطر لخته شدن خون زائده دهلیزی چپ از ورود به جریان خون و ایجاد سکته در بیماران مبتلا به فیبریلاسیون دهلیزی غیر دریچه ای است.
در فیبریلاسیون دهلیزی (AF) غیر دریچه ای، بیش از ۹۰ درصد لخته‌های ایجاد کننده سکته مغزی از قلب در زائده دهلیزی چپ ایجاد می‌شود. رایج‌ترین درمان برای خطر سکته مغزی، درمان با داروهای ضد انعقاد خون است که به آنها ضد انعقاد خوراکی نیز گفته می‌شود و احتمال تشکیل لخته خون را کاهش می‌دهد. این داروها (که شامل وارفارین و سایر داروهای ضد انعقاد خونِ جدیدتر) در کاهش خطر سکته مغزی در بیماران AF بسیار مؤثر است. اکثر بیماران می‌توانند سالها (و حتی دهه‌ها) بدون عوارض جانبی جدی از این داروها استفاده کنند.